# Shadows of the Past (album)
Shadows of the Past è il primo album del gruppo musicale finlandese Sentenced, pubblicato nel 1991 dalla Century Media Records.

## Descrizione
Registrato nell'ottobre 1991 a Kemi, l'album è stato pubblicato in tutto il mondo solo con l'edizione del 1º ottobre 1995. Come scrive il bassista Taneli Jarva nel booklet, l'album è distante dal cammino musicale che la band seguiva al momento (era il 1995, anno in cui pubblicarono Amok), ma rappresenta ad ogni modo un contributo brillante della band.

## Tracce
1. When the Moment of Death Arrives – 6:04
2. Rot to Death – 3:45
3. Disengagement – 5:17
4. Rotting Ways to Misery – 5:50
5. The Truth – 6:23
6. Suffocated Beginning of Life – 6:06
7. Beyond the Distant Valleys – 5:59
8. Under the Suffer – 5:19
9. Descending Curtain of Death – 5:50
10. Wings – 5:08
11. In Memoriam – 5:26
12. Mythic Silence (As They Wander in the Mist) – 4:14

## Formazione
- Miika Tenkula – voce, chitarra
- Sami Lopakka – chitarra
- Taneli Jarva – basso
- Vesa Ranta – batteria